# Route nationale 60
La route nationale 60 (RN 60 o N 60) è stata una strada nazionale francese di 193 km che partiva da Orléans e terminava a Toul.

## Percorso
Dall’innesto sulla N20 ad Orléans passava per Saint-Jean-de-Braye e proseguiva a nord della Loira in direzione est. Il primo tratto, fino a Châteauneuf-sur-Loire, riprese nel 1972 la precedente N152 e nel 2005 fu declassato a D960, mentre a settentrione si trova la D2060, di più recente realizzazione. Dopo Châteauneuf continuava verso nord-est e raggiungeva Montargis.
Da Chantecoq veniva affiancata dall’A19, mentre dopo Courtenay attualmente muta nome in D660. Attraversava la Yonne a Sens, quindi proseguiva verso oriente fino a Troyes, correndo spesso parallela all’A5. Continuando nella stessa direzione (oggi come D960 e D60 nella sola Alta Marna) toccava località minori come Joinville e terminava a Toul, all’incrocio con la N4.